# Riacho dos Pilões
O Riacho dos Pilões é um riacho (um pequeno rio) brasileiro que banha a cidade de Patos, estado da Paraíba.